# Vernines
Vernines ist eine französische Gemeinde mit 427 Einwohnern (Stand 1. Januar 2022) im Département Puy-de-Dôme in der Region Auvergne-Rhône-Alpes (vor 2016 Auvergne). Vernines gehört zum Arrondissement Issoire (bis 2017 Clermont-Ferrand) und zum Kanton Orcines (bis 2015 Rochefort-Montagne). Die Einwohner werden Verninois genannt.

## Geographie
Vernines liegt etwa 24 Kilometer südwestlich von Clermont-Ferrand. Das Gemeindegebiet wird vom Fluss Sioule und seinem Zufluss Gorce durchquert. Umgeben wird Vernines von den Nachbargemeinden Saint-Bonnet-près-Orcival im Norden, Aurières im Osten und Nordosten, Saulzet-le-Froid im Süden und Südosten sowie Orcival im Westen.

## Weblinks

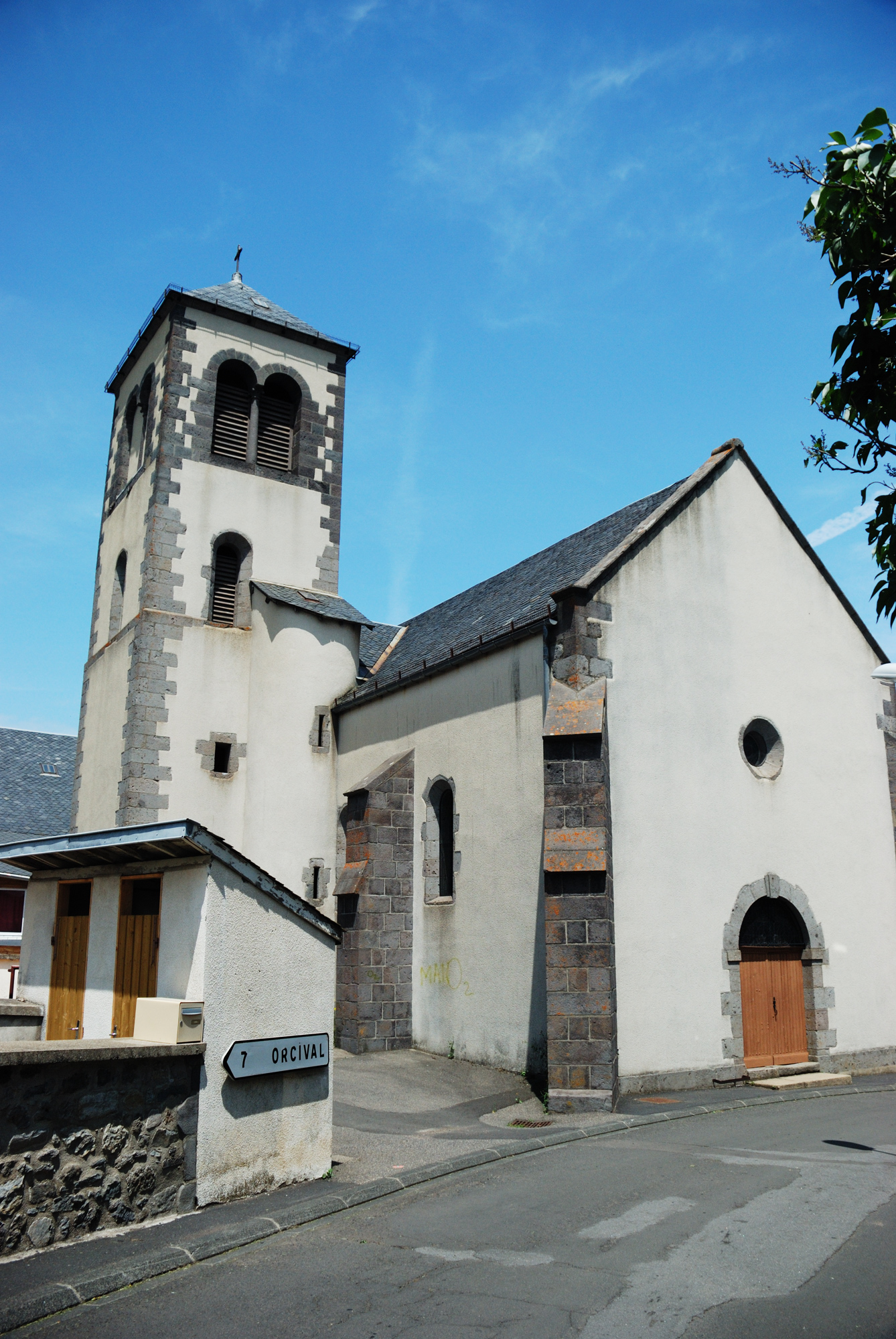
Kirche Saint-Didier

## Bevölkerung
| Jahr                       | 1962 | 1968 | 1975 | 1982 | 1990 | 1999 | 2006 | 2013 |
| Einwohner                  | 437  | 394  | 349  | 332  | 326  | 320  | 369  | 395  |
| Quellen: Cassini und INSEE |      |      |      |      |      |      |      |      |

## Sehenswürdigkeiten
- Kirche Saint-Didier